# Corrine Ockhuijsen
Cornelia ("Corrine") Ockhuijsen (Vlaardingen, 2 februari 1968) is een voormalig Nederlands softballer.
Ockhuijsen kwam uit voor het eerste damesteam van HCAW en was tevens international van het Nederlands damessoftbalteam. Ze nam met dit team deel aan de Olympische Spelen van 1996 in Atlanta als korte stop.
Madelon Beek · 
Petra Beek · 
Luciène Geels · 
Jacqueline de Heer · 
Marjolein de Jong · 
Jacqueline Knol · 
Anita Kossen · 
Anouk Mels · 
Sandra Nieuwveen · 
Penny le Noble · 
Corrine Ockhuijsen · 
Sonja Pannen · 
Marlies van der Putten · 
Gonny Reijnen · 
Martine Stiemer